# Ranbir Singh Pora
Ranbir Singh Pora là một thị xã và là nơi đặt ủy ban khu vực quy hoạch (notified area committee) của quận Jammu thuộc bang Jammu và Kashmir, Ấn Độ.

## Nhân khẩu
Theo điều tra dân số năm 2001 của Ấn Độ, Ranbir Singh Pora có dân số 13.563 người. Phái nam chiếm 54% tổng số dân và phái nữ chiếm 46%. Ranbir Singh Pora có tỷ lệ 70% biết đọc biết viết, cao hơn tỷ lệ trung bình toàn quốc là 59,5%: tỷ lệ cho phái nam là 77%, và tỷ lệ cho phái nữ là 63%. Tại Ranbir Singh Pora, 11% dân số nhỏ hơn 6 tuổi.